# Школа за основно образовање одраслих „Младеновац” Младеновац
Школа за основно образовање одраслих „Младеновац” Младеновац основана 30. марта 1967. године у оквиру Радничког универзитета у Младеновцу.
Школа се бави описмењавањем неписмених лица као и дошколовавањем лица без основне школе, као једина од школа у региону која се бавио сновним образовањем одраслих.
Просторно школа располажеса пет учионица, једним кабинетом опремљеним рачунарима, зборницом, просторијом за припремање наставе (са наставним средствима и осталим дидактичким матријалом) и три канцеларије за административне послове.